# ビオン2号
ビオン2号は、1974年10月22日にソビエト連邦が打ち上げたビオン衛星の2号機である。生物学の実験のためにアルビノのラットを宇宙に運んだ。ソ連・チェコスロバキア・ルーマニアの科学者は、地上からの指令によって、ラットをガンマ線に日常的に晒した。20.5日後に地球へ戻ると、多くのラットは肺に問題を抱え、血液と骨髄は通常より大きく変化していた。軌道乾質量は5500 kgで、国際標識番号は1974-080Aである。
この衛星は、偵察衛星ゼニットをベースとしていて、人間に対する放射能の影響を調べることを目的としていた。
ビオン2号は、ビオコスモス2号あるいはコスモス690号としても知られる。